# William Andrews (Footballspieler)
William Andrews (* 25. Dezember 1955 in Thomasville, Georgia) ist ein ehemaliger US-amerikanischer American-Football-Spieler auf der Position des Runningbacks. Zwischen 1979 und 1986 spielte er für die Atlanta Falcons in der National Football League (NFL).

## Frühe Jahre
Andrews besuchte die Auburn University.

## NFL
Andrews wurde im NFL Draft 1979 in der dritten Runde an 79. Stelle von den Atlanta Falcons ausgewählt. In seinem ersten Jahr für die Falcons erzielte er in 239 Laufversuchen 1.023 Yards, 3 erlaufene und 2 gefangene Touchdowns. Ein Jahr später erzielte er 1.308 Yards bei 265 Versuchen. Nach der Saison wurde er zum ersten Mal in den Pro Bowl gewählt. Dies gelang ihm auch in den folgenden drei Jahren. Nach einer Knieverletzung, die er sich 1984 zuzog, musste er zwangsweise zwei Jahre pausieren. Nach der Saison 1986, welche für seine Verhältnisse enttäuschend verlief, zog er sich vom aktiven Football zurück.

## Nach der NFL
Andrews wurde am 19. September 2004 und am 30. März 2012 festgenommen und eingesperrt, nachdem er kein Kindergeld bezahlt hat. Andrews hat insgesamt sechs Kinder.